# DOS Protected Mode Interface
DPMI (ang. DOS Protected Mode Interface) – standard definiujący interfejs programowy do trybu chronionego dla programów działających pod kontrolą systemu DOS.
Standard został opracowany przez firmy: Borland, Eclipse Computer Solutions, IGC, Lotus, Microsoft, Phar Lap, Phoenix, Quarterdeck oraz Rational. Wersję 0.9 standardu opublikowana w maju 1990 roku, wersja 1.0 została udostępniona w roku następnym.
Podstawowe funkcje DPMI:
- identyfikacja: wersja DPMI, rodzaj procesora;
- przełączenie procesora w tryb chroniony;
- zarządzanie pamięcią na poziomie segmentów i stron, ułatwienia w realizacji pamięci wirtualnej, dzielenie pamięci między trybem rzeczywistym i chronionym;
- zarządzanie przerwaniami w trybie rzeczywistym i chronionym;
- wywoływanie funkcji trybu rzeczywistego w trybie chronionym;
- zarządzanie rejestrami uruchomieniowymi procesora.

Ponadto specyfikacja uwzględnia możliwość dodawania przez producenta własnych dodatkowych funkcji, jednakże ani sposoby przekazywania parametrów do funkcji ani zwracania przez nie wyników nie są ustandaryzowane.
Program (czy też sterownik) udostępniający rozszerzenie DPMI jest nazywany "serwerem DPMI", ang. DPMI host lub DPMI server. Standardowo system DOS nie udostępnia serwera DPMI, w produktach firmy Borland jest to dpmi16bi.ovl. Systemy Windows posiadają wbudowany serwer.